# Panellinios GS
Panellinios Ateny (gr. Πανελλήνιος Γυμναστικός Σύλλογος, Πανελλήνιος – pol. Panhelleński Gimnastyczny Klub) – grecki klub sportowy, mający swoją siedzibę w stolicy kraju, mieście Ateny. Jest jednym z najstarszych klubów sportowych w Grecji. Obecnie działają sekcje koszykówki męskiej, siatkówki męskiej i żeńskiej, piłki ręcznej męskiej, lekkoatletyki, gimnastyki sportowej, pływania, pięcioboju nowoczesnego, boksu, wrestlingu, taekwondo, judo, karate, kickboxingu, szermierki, łucznictwa, strzelectwa, podnoszenia ciężarów, tenisa stołowego, aerobiki, futsalu i szachów.

## Historia
Chronologia nazw:
- 1891: Panellinios Gymnastikos Syllogos
- 1908: sekcja piłkarska zawieszona - po odejściu do PO Athinon

Gimnastyczny klub Panellinios został założony w Atenach w 1891 roku. W 1897 roku Panellinios był jednym z założycieli Asocjacji Greckich Atletycznych i Gimnastycznych Stowarzyszeń (wtedy SEAGS), która jako pierwsza od 1906 organizowała turnieje piłkarskie. W turnieju piłki nożnej pod patronatem SEAGS uczestniczyła również w 1907 i 1907/08. W 1908 piłkarze opuściły klub i założyli nowy PO Athinon.

## Sukcesy

### Trofea międzynarodowe
Nie uczestniczył w rozgrywkach europejskich (stan na 31-12-2016).

### Trofea krajowe
| \| \| Zdobyte trofea w rozgrywkach Grecji (stan na: 31-05-2017) \| |                                                           |      |                      |
| Rozgrywki                                                          | Osiągnięcie                                               | Razy | Sezon(y)             |
| Mistrzostwo                                                        | I miejsce                                                 | 0    |                      |
| Mistrzostwo                                                        | II miejsce                                                | 0    |                      |
| Mistrzostwo                                                        | III miejsce                                               | 1    | 1906 (nieoficjalnie) |
| Puchar                                                             | zdobywca                                                  | 0    |                      |
| Puchar                                                             | finalista                                                 | 0    |                      |
| II liga                                                            | I miejsce                                                 | 0    |                      |
| II liga                                                            | II miejsce                                                | 0    |                      |
| II liga                                                            | III miejsce                                               | 0    |                      |
| Grecja                                                             | Zdobyte trofea w rozgrywkach Grecji (stan na: 31-05-2017) |      |                      |

## Stadion
Klub rozgrywał swoje mecze domowe na stadionie Stadio Panellinios w Atenach.